# NN-233
La carretera NN-233 es una vía de la red de carreteras departamentales de Nicaragua, bajo la gestión del MTI. Aunque no se encontró información oficial sobre su largo, recorrido preciso o fecha de inauguración, está documentada como parte de la planificación vial nacional.

## Trazado y cruces
En este momento no se cuenta con datos exactos sobre su trazado o puntos de conexión. Se recomienda completar esta sección cuando el MTI o fuentes locales publiquen la información correspondiente.

## Coordenadas
No disponibles.